# Malthodes brevicollis
Malthodes brevicollis är en skalbaggsart som först beskrevs av Gustaf von Paykull 1798.  Malthodes brevicollis ingår i släktet Malthodes, och familjen flugbaggar. Arten är reproducerande i Sverige.